# Nibiru
Nibiru (auch Neberu, Nebiru; dné-bé-ru, mulni-bi-rum) ist einerseits der Name einer sumerischen und babylonischen Gottheit, andererseits die sumerische und babylonische mythologische Bezeichnung eines Himmelsobjekts in Verbindung mit einer astronomischen Konstellation.

## Zuordnung als Gottheit
Im Werk der babylonischen Weltschöpfungserzählung Enûma elîš (Als oben [der Himmel noch nicht genannt war]) wird in der fünften Tafel Nibiru als eine der wichtigsten Gottheiten des Marduk erwähnt: Als Marduk die Standorte (manzazu) des Nibiru, Enlil und Ea am Himmel festsetzte. In anderen babylonischen Texten wird statt der babylonischen Gottheit Ea auch die Himmelsgottheit Anu genannt.

## Zuordnung als Himmelsobjekt
Die Nennungen in babylonischen Keilschrifttafeln lassen offen, ob die Gottheit Nibiru ein Himmelsobjekt oder eine bestimmte Konstellation am Nachthimmel repräsentiert. In den Aufzählungen wird Nibiru an verschiedenen astronomischen Erscheinungspunkten in Verbindung mit Positionen von Sternen oder Planeten genannt. Die jeweiligen Sterne oder Planeten unterlagen dabei keinen festen Zuordnungen. Der Stern des Ea wurde beispielsweise an verschiedensten Offenbarungspunkten beschrieben, der wahlweise als Gestirn Segel des Schiffs, Fomalhaut oder Venus benannt wurde. Ähnliche Zuweisungen erfuhren auch die anderen Sterne der Götter, weshalb ebenso bestimmte Himmelskoordinaten in Frage kommen, an denen die Sterne der Götter auftauchten.

### Himmelsposten Nibiru
Auf einer vollständig erhaltenen Keilschrifttafel wird Nibiru näher beschrieben:

„Nibiru, der die Übergänge von Himmel und Erde besetzt halten soll, weil jeder oben und unten Nibiru befragt, wenn sie den Durchgang nicht finden. Nibiru ist Marduks Stern, den die Götter am Himmel sichtbar werden ließen. Nibiru steht als Posten am Wendepunkt. Zum Posten Nibiru mögen die andern sagen: “Der die Mitte des Meeres (Tiamat) ohne Ruhe überschreitet, sein Name sei Nibiru, denn er nimmt die Mitte davon ein”. Die Bahn der Sterne des Himmels sollen unverändert gehalten werden.“

Böhl nennt den Text die sachlich schwierigste Passage, obwohl sie in ihrer Gesamtheit erhalten ist. Eine wesentliche Hilfe zur Aufklärung stellt die Nibiru-Tafel nicht dar.

### Nibiru als Planeten- oder Kometengleichsetzung
Die Mehrheit der Historiker geht bei Nibiru von einem beweglichen Himmelsobjekt aus. Bei der Zuordnung als Gleichsetzung mit Planeten oder Kometen gehen die Spekulationen weit auseinander. Jupiter, Canopus, Venus und der Komet Halley werden als mögliche Kandidaten für Nibiru gehandelt.
In einem Text hinsichtlich des babylonischen Akitu-Fests werden in der rituellen Befragung am 5. Nisannu die verehrten Gottheiten beschrieben: Die Festlichkeiten des 5. Nisannu begannen 4 Stunden vor dem Nachtende und mit den gleichen Anfangszeremonien des 4. Nisannu. Statt der Segensformel Pegasus wurden nun die Worte gesprochen: Dimmer-ankia als Entscheider der Schicksale, Nunki als Sprecher der Weisheit, Asari (Marduk) als Schenker des Kulturlandes, Jupiter als Signalgeber, Merkur als Regenbringer, Saturn als Wahrheit und Gerechtigkeit, Mars als Bringer des wilden Feuers, Sirius als Ausloter des Meerwassers, Bootes als Herr des Enlils, Nenegar aus sich selbst entstanden, Numušda als Bringer des Dauerregens, die Brust des Skorpions als Zieher über das Meer, Sonne und Mond beruhigen alle Herren. Gibt es einen anderen Gott außer meinem Gott? … [auf Antwort wartend] … Nein? Niemand ist wie mein Gott.
Ein schlüssiger Beweis für die jeweiligen Zuordnungstheorien konnte bisher nicht erbracht werden, auch wenn die Interpretationen der keilschriftlichen Aussagen gut begründet waren.

### Der Nibiru-Punkt
Andere Historiker, wie Immanuel Benzinger, brachten Nibiru mit dem astronomischen Begriff Kulminationspunkt in Zusammenhang, da er seine These mit Bezug auf die Erforschung des hebräischen Pessach-Festes begründete. In Anlehnung an Passagen aus dem Alten Testament leitet Benzinger seine Ansicht zur Bestimmung des richtigen Zeitpunkts für das Pessach-Fest mit der Formulierung des verschonenden Vorübergehens des Mondes durch den Pass (ma’bara) ab. Den Pass setzt Benzinger mit dem Nibiru-Punkt gleich, und fixiert ihn in den verschiedenen Kalenderformen.
So wird der Nibiru-Punkt andernorts beispielsweise als Mond-Nordpunkt zum Zeitpunkt der Wintersonnenwende als Neujahrsbeginn verwendet. Der Nibiru-Punkt ist damit der markante Kulminationspunkt, der hauptsächlich vom Mond erreicht wird und den Beginn eines neuen Jahres in den verschiedenen Kulturen anzeigt. Insoweit beschreibt der Nibiru-Punkt keine astronomisch feststehende Position am Himmel, sondern richtet sich immer nach den Vorgaben der jeweiligen Länder. Im Alten Ägypten lag der Nibiru-Punkt vergleichsweise im Sommer und unterlag dort den Gesetzmäßigkeiten von Mond und Sirius.

## Esoterik und Pseudowissenschaft
Im Zuge der Theorien zum Weltuntergang 2012 wurde auch wiederholt Nibiru als Quelle des Untergangs bezeichnet. Nach der Theorie würde es sich um einen Planeten auf einer rund 3.600-jährigen Umlaufbahn um die Sonne handeln; einige Theorien bezeichneten Nibiru auch als Braunen Zwerg. Die NASA erklärte daraufhin, dass keine Anzeichen für ein solches astronomisches Objekt vorliegen.
In den Büchern von Zecharia Sitchin ist Nibiru die Heimatwelt der Anunnaki, welche vor 432.000 Jahren die Erde kolonisiert und die Menschen als Arbeitssklaven erschaffen hätten.